# Tripleurospermum maritimum
Tripleurospermum maritimum — вид трав'янистих рослин родини Айстрові (Asteraceae). Етимологія: лат. maritimum — «морський».

## Опис
Багаторічники (іноді дворічники), 10–50(-80) см. Стебел 1–5, як правило, розпростерті, іноді висхідні, голі або слабо волосисті. Листові пластинки 2–8 см, вершини тупі або загострені від зеленого до темно-зеленого кольору, злегка м'ясисті, перисті. Голова діаметром близько 5 сантиметрів. Зовнішні квіти білі, дискові — золотисто-жовті.

## Галерея

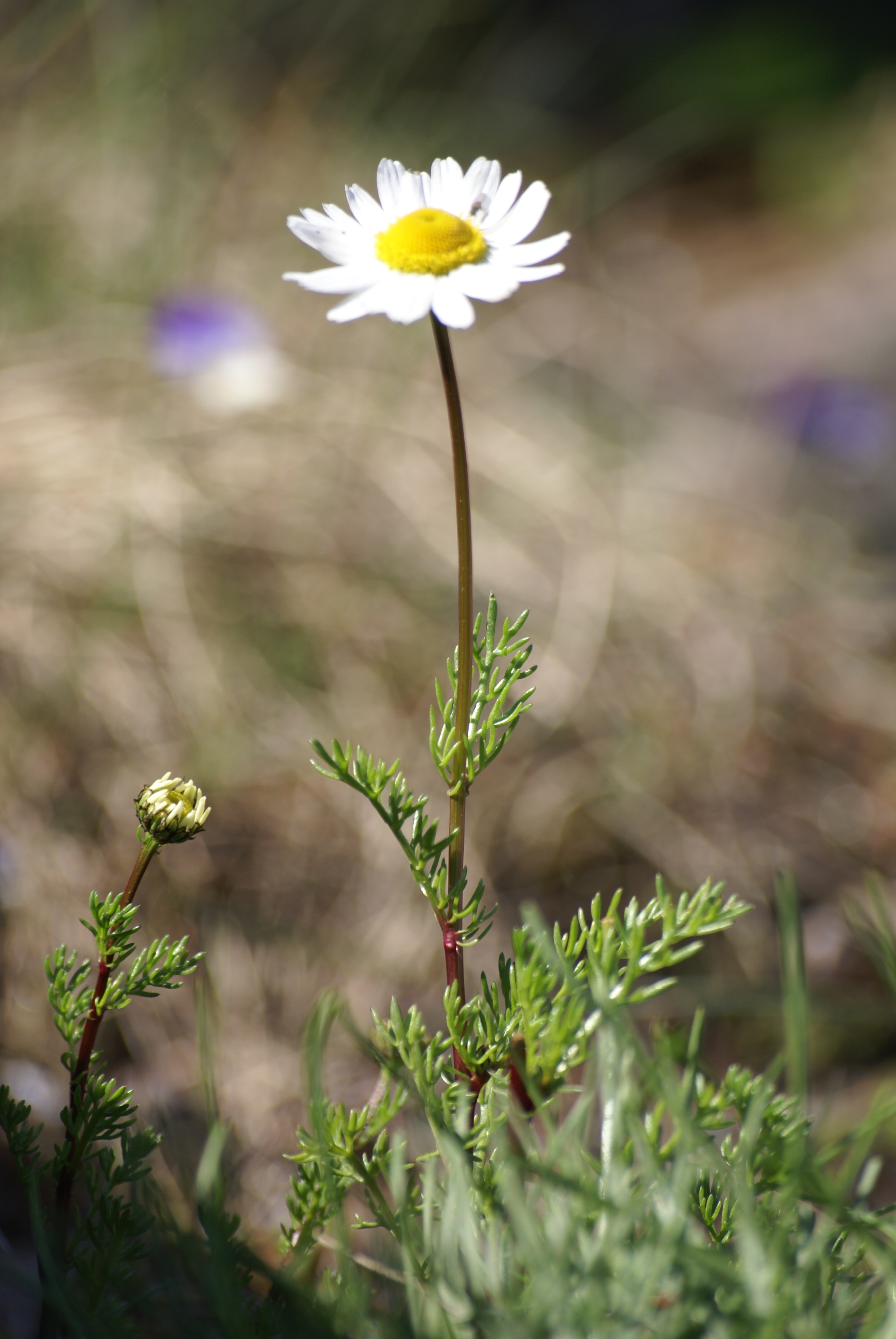
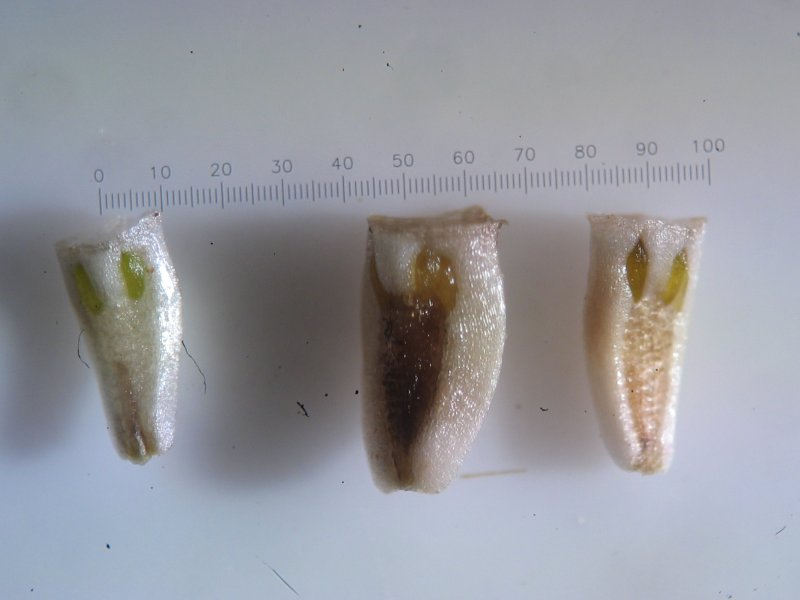

## Поширення
Європа: Естонія, Бельгія, Німеччина, Польща, Данія, Фінляндія, Ісландія, Ірландія, Норвегія, Швеція, Велика Британія, Франція, Португалія, Іспанія; Північна та Середня Азія; Субарктична Америка: Канада — Юкон; Сполучені Штати Америки — Аляска.